# Internationale Vereinigung der Katharinaten

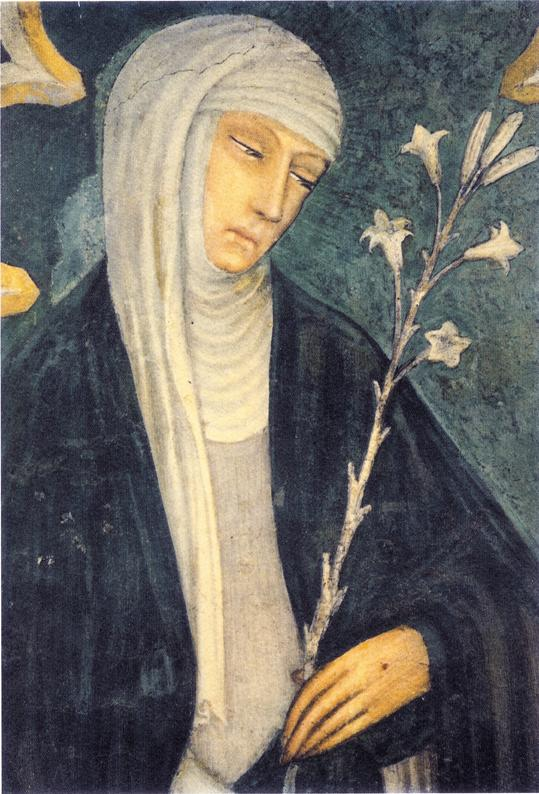
Die hl. Katharina von Siena, vermutlich älteste Darstellung (Fresko von Andrea Vanni, 14. Jahrhundert)

Die Internationale Vereinigung der Katharinaten ist eine internationale Vereinigung von Gläubigen in der römisch-katholischen Kirche. Sie wurde 1970 in Siena gegründet und erhielt 1992 die Anerkennung des Heiligen Stuhls. Die Vereinigung hat etwa 3.000 eingeschriebene Mitglieder in vier Ländern.

## Geschichte
Am 4. Oktober des Jahres 1970 erhob Papst Paul VI. (1963–1978) mit dem apostolischen Schreiben Mirabilis in Ecclesia Deus die heilige Katharina von Siena zur Kirchenlehrerin. Noch am gleichen Tag gründete der damalige Erzbischof von Siena, Ismaele Mario Castellano OP die Internationale Vereinigung der Katharinaten und setzte damit die seit 1462 bestehende Bruderschaft der heiligen Katharina von Fontebranda (auch Katharina von Siena) fort. Die Namensgebung „Katharinaten“ bezieht sich auf diese Bruderschaft, deren Mitglieder so bezeichnet wurden.
Am 15. August 1992 erhielt die Vereinigung vom Päpstlichen Rat für die Laien das Anerkennungsschreiben und ist als eine internationale Organisation von Gläubigen päpstlichen Rechts in das amtliche Register aufgenommen.

## Selbstverständnis
In Anlehnung an die Mitglieder der Dominikanischen Laiengemeinschaften wird diese Vereinigung in ihren Grundsätzen vom Gedankengut der Dominikaner geprägt. Als ihre Ziele betrachten sie die Christen aufzufordern ihr geistliches Leben zu vertiefen und in der Liebe zu Christus ihr Leben zu gestalten. Nach der Erhebung der heiligen Katharina von Siena zur Mitpatronin Europas, durch Papst Johannes Paul II. am  1. Oktober 1999, ergänzte sich das Selbstverständnis auf die geistige Einheit Europas. Im Vordergrund aller spirituellen und sozialen Tätigkeiten steht die Verbreitung der Werke der heiligen Katharina. Zu diesem Anlass organisiert die Vereinigung Gebetsstunden, kulturelle Veranstaltungen, Kongresse, Konferenzen und geistliche Lesungen.

## Organisation und Ausweitung
Die Vereinigung wird von den Dominikanern organisatorisch geführt. Der Hauptsitz ist in Siena beheimatet. Präsident der Vereinigung ist gemäß der Satzung generell der Erzbischof von Siena, seit Mai 2019 Erzbischof Augusto Paolo Kardinal Lojudice. Der Generalrat ist das Leitungsorgan der Vereinigung, ihm steht der Generalsuperior der Dominikaner vor. Ihm zur Seite stehen der kirchliche Assistent, der Generalsekretär (gleichzeitig Delegat des Generalsuperiors), ein Exekutivsekretär, Schatzmeister, ein weiterer Sekretär und drei Direktoren als Abteilungsleiter.
Die Vereinigung hat weltweit in vier Ländern nationale Vereinigungen, davon drei in Europa und eines in Nordamerika. Vierteljährlich erscheint die Publikation Quaderni Cateriani.